# Anita Vandenbeld
Anita Vandenbeld, née le 3 décembre 1971 à Calgary, est une femme politique canadienne. Elle est députée de la circonscription d'Ottawa-Ouest—Nepean à la Chambre des communes du Canada depuis les élections fédérales de 2015 sous la bannière du Parti libéral du Canada.

## Biographie
Née le 3 décembre 1971 à Calgary en Alberta, Anita Vandenbeld est candidate du Parti libéral du Canada dans la circonscription d'Ottawa-Ouest—Nepean lors des élections fédérales de 2011. Battue par John Baird, le leader du gouvernement conservateur, elle se représente à l'élection suivante oû le 19 octobre 2015, elle est élue députée à la Chambre des communes de la circonscription.
Après sa réélection en 2019, elle est nommée en décembre 2019 au poste de secrétaire parlementaire du ministre de la Défense nationale qu'elle occupe jusqu'en août 2021. Réélue lors des élections de septembre 2021, elle occupe de décembre 2021 à mars 2025 le poste de secrétaire parlementaire du ministre du Développement international.